# Glioom
Een glioom is een soort tumor die ontstaat in de hersenen en soms ruggenmerg, en wordt glioom genoemd vanwege de oorsprong uit gliacellen. Gliomen worden geclassificeerd naar hun celtype, gradatie, en locatie.

## Typen
Op grond van het celtype worden onderscheiden (type tumor — celtype):
- Ependymoom — ependymatische cel
- Astrocytoom — astrocyt, met als meestvoorkomende variant glioblastoma multiforme.
- Oligodendroglioom — oligodendrocyt
- gemengde gliomen, zoals oligoastrocytoom, bevatten verschillende typen gliacellen.